# ترسيم (دوائر انتخابية)
يُشير مصطلح الترسيم إلى تحديد الدوائر الانتخابية لإحدى الهيئات المنتخبة بهدف تعيين الدوائر الانتخابية لهيئة أخرى. ففي كاليفورنيا، على سبيل المثال، يتألف مجلس النواب في ولاية كاليفورنيا (الغرفة السفلى) من 80 عضوًا، يُمثِّل كلٌ منهم 1/80 من سكان كاليفورنيا. ويتألف مجلس الشيوخ (الغرفة العليا) من 40 عضوًا، يُمثِّل كلٌ منهم 1/40 من سكان كاليفورنيا. في هذه الحالة، يُمكن لعملية الترسيم أن تقوم في البداية بتحديد ثمانين دائرة انتخابية لمجلس النواب، ثم تقوم بتحديد الدوائر الانتخابية لمجلس الشيوخ عن طريق دمج كل دائرتين معًا في دائرة انتخابية واحدة، أو يُمكن أن يتم الترسيم من خلال تحديد أربعين دائرة انتخابية لمجلس الشيوخ أولاً ثم تقسيم كل دائرة منها إلى اثنين ليصير لدينا ثمانين دائرة انتخابية لمجلس النواب. أما إذا تم إنشاء الدوائر الانتخابية لمجلسي النواب والشيوخ بشكل مستقل عن بعضهما البعض، ففي هذه الحالة لا يتم استخدام عملية الترسيم.
وتنحصر الشواغل الرئيسية للترسيم في:
- قد تعيق هذه الممارسة إنشاء دوائر الأكثرية والأقلية
- قد تتسبب هذه الممارسة في تقسيم المدن أو المجتمعات ذات الاهتمامات المشتركة إلى دوائر انتخابية مختلفة (مما يؤدي إلى إضعاف أصواتهم)

## الولايات الأمريكية التي تتبع نظام الترسيم
الولايات الأمريكية التي تتبع نظام الترسيم (نسبة مجلس النواب إلى مجلس الشيوخ)
- ألاسكا (2/1)[2]
- أريزونا (2/1)[3]
- كاليفورنيا (2/1)[4]
- آيوا (2/1)[5]
- ميريلاند (3/1)[6]
- مينيسوتا (2/1)[7]
- مونتانا (2/1)[8]
- نيو جيرسي (2/1)[9]
- داكوتا الشمالية (2/1)[10]
- أوهايو (3/1)[11]
- أوريجون (2/1)[12]
- داكوتا الجنوبية (2/1)[13]
- واشنطن (2/1)[14]
- ويسكونسن (3/1)[15]
- وايومنج (3/1)[16]

## وصلات خارجية
- The Implications of Nesting in California Redistricting an August 2007 UC Berkeley study by Bruce E. Cain and Karin Mac Donald